# Hannah Eurlings
Hannah Eurlings (1 januari 2003) is een Belgische voetbalster die als een aanvaller speelt voor Union Berlin en het Belgische nationale team.

## Internationale carrière
Eurlings maakte haar debuut voor het Belgische nationale team op 1 december 2020, ter vervanging van Tessa Wullaert tegen Zwitserland. Haar eerste doelpunt scoorde ze op 25 november 2021 tegen Armenië